# Francisco de Luxán
Francisco de Luxán y Miguel-Romero (Madrid, 1798-Madrid, 1867) fue un político, académico, científico e ingeniero de minas español.

## Biografía
Nació en Madrid el 14 de julio de 1798, hijo de Manuel, diputado a Cortes en las Constituyentes de Cádiz de 1812, y de Manuela del Carmen Miguel-Romero. Entre 1842 y 1843 fue maestro de Geografía e Historia de la reina Isabel II y de Luisa Fernanda de Borbón.
Llegó a ocupar la cartera de Fomento en distintos gabinetes ministeriales de mediados del siglo XIX, en 1854, 1856 y 1863, además de ser ministro interino de Gobernación entre el 25 de junio y el 9 de julio de 1856.
Fue también uno de los miembros fundadores de la Real Academia de Ciencias Exactas, Físicas y Naturales, brigadier del ejército; capitán de artillería; oficial del Ministerio de la Guerra; diputado a Cortes por Madrid; senador vitalicio (1858-1867); presidente de la comisión encargada de formar el mapa geológico de España; caballero gran cruz de la Orden de San Hermenegildo; de la de San Fernando de primera y segunda clase; de la Estrella polar de Suecia; y condecorado con otras cruces de distinción por acciones de guerra. Falleció en su ciudad natal el 12 de julio de 1867.
Entre las obras que publicó figuran Viaje facultativo por el continente y por Inglaterra, Tratado de mineralogía y Memoria ó estudios geológicos de los terrenos de varias provincias de España. También publicó artículos para la Revista Militar.